# Arctostaphylos andersonii
Arctostaphylos andersonii, la "Santa Cruz manzanita", es una especie deArctostaphylos, limitada geográficamente a las montañas de Santa Cruz de California. Crece en aberturas en los bosques de secoya por debajo de 700 m de altitud.

## Descripción
Arctostaphylos andersonii es un arbusto leñoso de 2-5 m de altura, que puede parecerse a un pequeño árbol. Los dientes de 4-7 cm de la hoja tienen los bordes serrados y las bases profundamente lobuladas. Florece en febrero a mayo. La fruta es pequeña (2-8 mm) y pegajoso.
Arctostaphylos andersonii no tiene regeneración basal y debe propagarse por semilla.
Algunas poblaciones más cerca de la región Bonny Doon son altamente glaucas (las hojas producen una sustancia en polvo blanco en la superficie), mientras que otras no.
Esta especie se confunde a menudo con A. regismontana, A. pallida, y A. pajaroensis pero puede ser fácilmente identificado por el lugar donde se producen.

## Taxonomía
Arctostaphylos andersonii fue descrito por Asa Gray y publicado en Proceedings of the American Academy of Arts and Sciences 11: 83. 1876. 
Etimología
Arctostaphylos: nombre genérico que deriva de las palabras griegas arktos =  "oso", y staphule = "racimo de uvas", en referencia al nombre común de las especies conocidas  y tal vez también en alusión a los osos que se alimentan de los frutos de uva.
andersonii: epíteto otorgado en honor del botánico Charles Lewis Anderson.
Sinonimia
- Arctostaphylos andersonii var. andersonii
- Arctostaphylos andersonii var. pajaroensis J.E.Adams ex McMinn
- Uva-ursi andersonii (A. Gray) Abrams[4]